# Sterling K. Brown
Sterling Kelby Brown (sinh ngày 5 tháng 4 năm 1976) là một diễn viên người Mỹ. Ông đóng vai chính trong bộ phim FX The People v. OJ Simpson: Câu chuyện tội phạm Mỹ, mà ông đã giành được một giải thưởng Primetime Emmy. Ông hiện đang đóng vai Randall Pearson trong bộ phim truyền hình nổi tiếng của NBC This Is Us. Vai diễn đã giành được Brown giải Emmy thứ hai của ông, vào năm 2017, cho Nam diễn viên chính xuất sắc trong một bộ phim truyền hình và giải Quả cầu vàng đầu tiên cho Nam diễn viên xuất sắc nhất trong phim, cũng như giải thưởng Screen Actors Guild đầu tiên cho màn trình diễn xuất sắc của nam diễn viên nam trong một bộ phim truyền hình và màn trình diễn xuất sắc của một bộ phim trong một bộ phim truyền hình. Ông còn được Tạp chí Time bình chọn là 100 nhân vật ảnh hưởng nhất trên thế giới vào năm 2018.

## Sự nghiệp
Sau khi tốt nghiệp đại học, ông biểu diễn trong một loạt vai diễn trong nhà hát khu vực. Ông cũng xuất hiện trong nhiều chương trình truyền hình bao gồm ER, NYPD Blue, JAG, Boston Legal, Alias, Không có dấu vết, siêu nhiên và đồng hồ thứ ba. Anh ta thường xuyên trong bộ phim hài Starved và cũng xuất hiện trong các bộ phim, bao gồm Stay with Ewan McGregor, Brown Sugar với Taye Diggs và Trust the Man với David Duchovny và Julianne Moore. Ông đóng vai một nhân vật định kỳ trong loạt phim truyền hình Supernatural, nơi Ông đóng vai người thợ săn ma cà rồng Gordon Walker. Brown chơi Dr. Roland Burton trên Quân đội vợ. Anh đóng vai Detective Cal Beecher trong Person of Interest, cũng xuất hiện trên chương trình Medium. Năm 2008, anh chơi David Mosley trong tập "kiên nhẫn" của Eli Stone. Trong năm 2016, Brown đóng vai chính trong bộ phim FX The People v. OJ Simpson: Câu chuyện tội phạm Mỹ như Christopher Darden, anh đã giành giải Primetime Emmy Award cho Nam diễn viên phụ xuất sắc trong một loạt phim hay phim giới hạn tại giải thưởng Primetime Emmy lần thứ 68.
Năm 2002, ông được chọn làm diễn viên khi sản xuất bộ phim The Resistible Rise of Arturo Ui của Bertolt Brecht với sự góp mặt của Al Pacino, Paul Giamatti, Steve Buscemi, John Goodman và Jacqueline McKenzie
Năm 2014, anh đóng vai anh hùng trong vở kịch "Odyssey - inpired Parks" của Suzan-Lori Parks From the Wars tại Nhà hát công cộng New York
Từ năm 2016, anh đã xuất hiện trong bộ phim truyền hình This Is Us. Năm 2018, anh trở thành diễn viên người Mỹ gốc Phi đầu tiên giành giải Quả cầu vàng trong vai diễn xuất sắc nhất trong thể loại phim truyền hình mà anh đã giành được cho This Is Us
Cùng năm 2018, anh cũng trở thành diễn viên người Mỹ gốc Phi đầu tiên giành giải Screen Actors Guild Award trong buổi trình diễn xuất sắc của nam diễn viên nam trong một thể loại Drama Series, cũng cho This Is Us